# Ranchi Bangar
Ranchi Bangar  es una ciudad censal situado en el distrito de Mathura en el estado de Uttar Pradesh (India). Su población es de 12536 habitantes (2011).

## Demografía
Según el censo de 2011 la población de Ranchi Bangar era de 12536 habitantes, de los cuales 6748 eran hombres y 5788 eran mujeres. Ranchi Bangar tiene una tasa media de alfabetización del 80,01%, superior a la media estatal del 67,68%: la alfabetización masculina es del 87,06%, y la alfabetización femenina del 71,81%.